# Timo André Bakken
Timo André Bakken, né le 21 mars 1989 est un fondeur norvégien. Il est spécialiste du sprint.

## Carrière
Il fait ses débuts en Coupe du monde en mars 2008 à Drammen. Un an plus tard, il se révèle chez les juniors par une médaille d'argent aux Mondiaux de sa catégorie sur le sprint. Il termine en fin de saison quatorzième du sprint de Trondheim, marquant ses premiers points en Coupe du monde.
Lors de la saison 2014-2015, il parvient à se qualifier en demi-finales de deux épreuves de sprint (9e à Ruka et 8e à Otepää). Il remporte en janvier 2015, son premier titre national sur le sprint classique. Le mois suivant, il monte sur son premier podium en Coupe du monde en terminanant troisième du sprint classique d'Östersund.

## Palmarès

### Coupe du monde
- Meilleur classement général : 44e en 2015.
- Meilleur classement en sprint : 14e en 2015.
- 1 podium individuel : 1 troisième place.

### Championnats du monde junior
- 1 médaille d'argent : sprint classique à Praz de Lys Sommand en 2009.

### Championnats du monde des moins de 23 ans
- 1 médaille d'argent : sprint d'Otepää en 2011.